# Golfe de Davao
Le golfe de Davao est un golfe de la mer des Philippines, dans l'océan Pacifique, qui baigne les côtes des Philippines. Il est formé par le littoral sud de la région de Davao, dans le sud-est de l'île de Mindanao et du pays.